# Viktor Bout
Viktor Anatolyevich Bout (/buːt/; em russo:  Виктор Анатольевич Бут; nascido em 13 de janeiro de 1967, em Duxambé) é um comerciante de armas russo. Um empresário e ex-tradutor do exército soviético, ele usou suas várias empresas de transporte aéreo para contrabandear armas da Europa Oriental, desde o colapso da União Soviética, para a África e o Oriente Médio durante a década de 1990 e início dos anos 2000. Bout ganhou vários apelidos ao longo da vida, como "Mercador da Morte" e "Destruidor de Sanções" após Peter Hain do Ministério das Relações Exteriores do Reino Unido ler um relatório nas Nações Unidas em 2003 sobre as operações de Bout pelo mundo, sua extensa lista de clientes e sua capacidade de burlar embargos e sanções.
Em uma operação orquestrada por autoridades dos Estados Unidos, Bout foi preso em 6 de março de 2008 na Tailândia sob acusações de terrorismo pela polícia tailandesa, em cooperação com oficiais americanos e da Interpol. O embaixador dos Estados Unidos na Tailândia, Eric G. John, pediu então sua extradição, que foi autorizada pela Suprema Corte Tailandesa em agosto de 2010. Bout foi acusado de tráfico de armas com intento de vender para um informante do DEA que se passava por representante das Forças Armadas Revolucionárias da Colômbia (FARC) para usar contra norte-americanos na Colômbia, mas negou as acusações e previu uma absolvição.
Em 2 de novembro de 2011, Bout foi condenado por um tribunal em Manhattan por acusações federais de conspiração para matar cidadãos e autoridades americanos, entrega de mísseis terra-ar e por fornecer ajuda para organizações terroristas, sendo sentenciado a uma pena de 25 anos de prisão. De junho de 2012 a dezembro de 2022, Bout foi mantido na penitenciária USP Marion, no estado de Illinois, antes de ser libertado em uma troca de prisioneiros com a jogadora do basquete americana Brittney Griner, que foi presa em fevereiro de 2022 em um aeroporto de Moscou por possuir óleo de maconha.

## Cinema
O filme O Senhor das Armas (2005), dirigido por Andrew Niccol, o ator Nicolas Cage interpreta Yuri Orlov, um traficante e contrabandista internacional de armas ilegais nascido na extinta União Soviética, no filme Yuri Orlov vende armas de fogo e demais equipamentos bélicos desviados das forças armadas da extinta União Soviética, após o seu colapso durante a década de 1990, para líderes de nações na África, Ásia e Oriente Médio e grupos fundamentalistas, também para narcotraficantes no continente americano. A história de Viktor Bout possui diversas semelhanças com o personagem fictício Yuri Orlov que serviu de inspiração para a criação do filme.